# Tephrosia decaryana
Tephrosia decaryana är en ärtväxtart som först beskrevs av Dumaz-le-grand, och fick sitt nu gällande namn av Du Puy och Jean-Noël Labat. Tephrosia decaryana ingår i släktet Tephrosia och familjen ärtväxter. Inga underarter finns listade i Catalogue of Life.